# Rizinuswachs

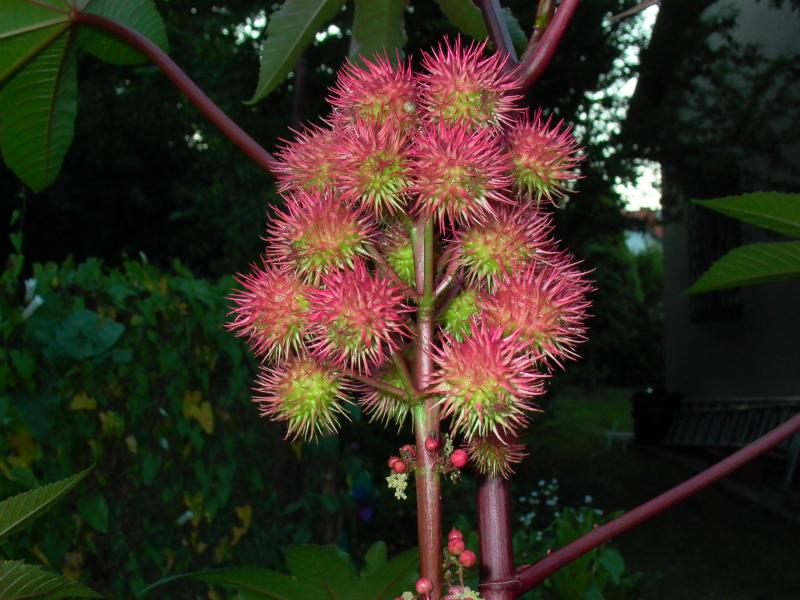
Früchte des Wunderbaums (Ricinus communis)

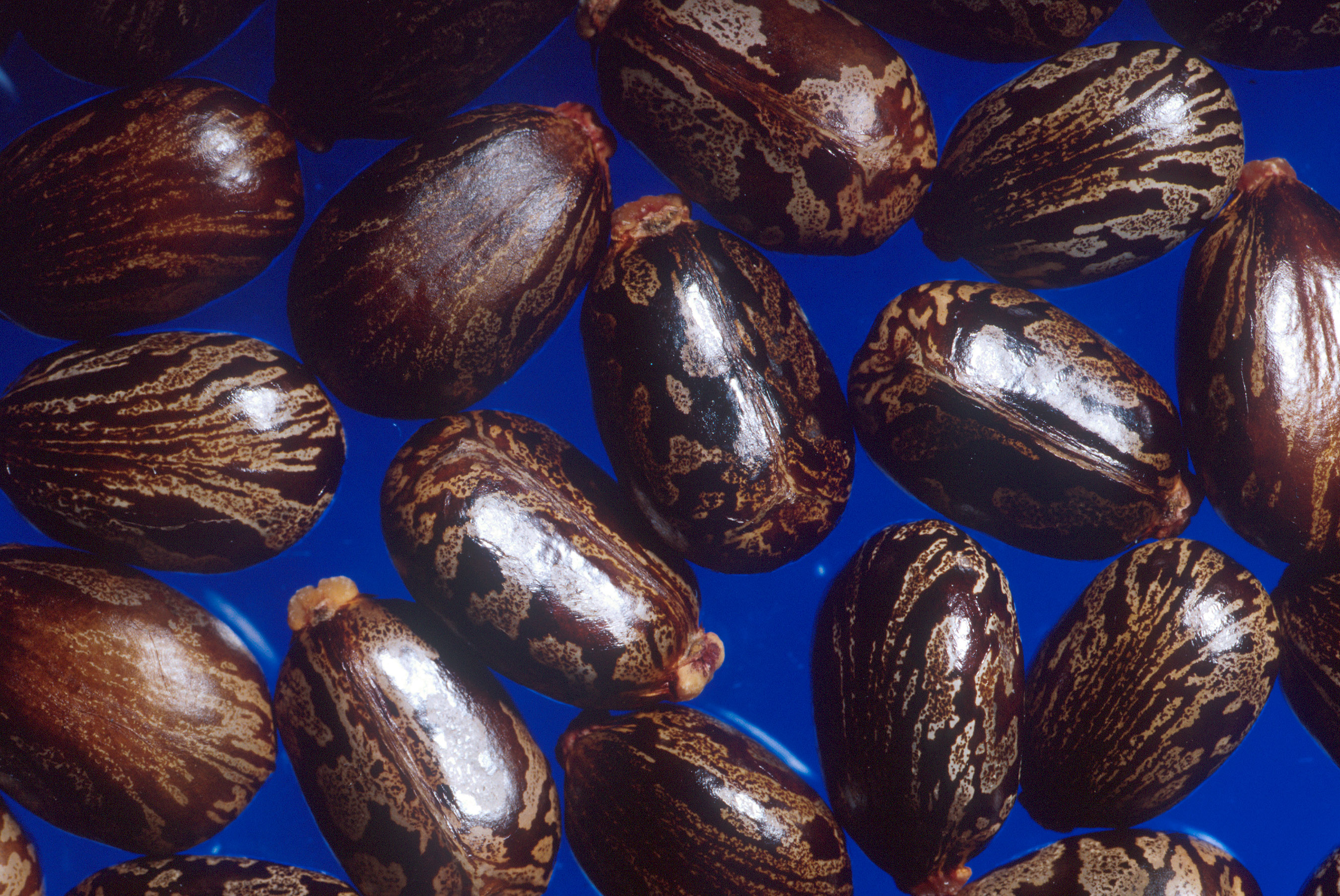
Samen des Wunderbaums, aus denen Rizinusöl gewonnen wird, dessen Hydrierung liefert Rizinuswachs.

Rizinuswachs, auch teilhydriertes  Rizinusöl genannt, ist ein hartes, brüchiges pflanzliches Wachs.

## Eigenschaften
Im chemischen Sinne ist Rizinuswachs ein Triglycerid und kein Wachs, das heißt ein Fettsäureester eines Fettalkohols. Je nach Hydrierungsgrad hat es einen weiten Schmelzpunktbereich, der von 60 bis 85 °C reicht. Die Säurezahl reicht von 2 bis 4, die Hydroxylzahl liegt bei 150, die Verseifungszahl beträgt 175 bis 185 und die Iodzahl circa 4. Die molare Masse des vollhydrierten Öls beträgt 938 g/mol.

## Herstellung
Rizinuswachs wird durch Hydrierung des Rizinusöls mit Wasserstoff an Raney-Nickel hergestellt. Dabei wird nur die Doppelbindung der Ricinolsäure unter Erhalt der Hydroxygruppe hydriert. Der Umsatz der Hydrierung kann durch die Bestimmung der Jodzahl ermittelt werden.

## Verwendung
Rizinuswachs wird in Polituren, für Kondensatoren, Kohlepapier und hauptsächlich als Schmierstoff verwendet. In der Kosmetik wird Rizinuswachs in Hautreinigungsmittel eingesetzt. Das Rizinuswachs wird dabei durch Sprühkristallisation in feine Partikel verschiedener Korngröße umgewandelt. Die feinen Partikel haben dabei einen reinigenden und ein Peelingeffekt.
Durch Ethoxylierung von Rizinuswachs mit Ethylenoxid lassen sich nicht-ionische Tenside herstellen. In der Polyurethanchemie lässt sich Rizinuswachs als Alkoholkomponente einsetzen.